# NGC 3603
NGC 3603 هي مجرة تتبع كوكبة القاعدة. اكتشفها جون هيرشل في 14 مارس 1834.

## روابط خارجية
- NGC 3603 على موقع ويكي سكاي: DSS2, SDSS, GALEX, IRAS, Hydrogen α, X-Ray, Astrophoto, Sky Map, Articles and images